# Statuia lui Charles de Gaulle din București

Statuia lui Charles de Gaulle din București, amplasată la intrarea în Parcul Herăstrău dinspre Piața Charles de Gaulle, a fost realizată de sculptorul Mircea Corneliu Spătaru, conform unui proiect demarat în anul 2004, pe vremea când ministru al Culturii era Răzvan Theodorescu.
Statuia, realizată din bronz, cu o greutate de aproximativ șapte tone, care îl reprezintă pe generalul Charles de Gaulle coborând niște trepte, spre piața care-i poartă numele, a fost dezvelită oficial, în 26 septembrie 2006, în prezența președintelui Traian Băsescu, și a ministrului Culturii, Adrian Iorgulescu, cu ocazia celui de-al XI-lea Sommet al Francofoniei (Reuniunea la nivel înalt a Francofoniei). La dezvelire a participat și delegația primarilor din orașele francofone, aflați în vizită la București, pentru a lua parte la acest eveniment.
Dimensiunile statuii sunt 4,60 m × 1,60 m × 1,80 m iar ale soclului cu trepte: 8 m × 6 m × 1,40 m.
Statuia a costat aproximativ 11,3 miliarde de lei vechi, iar soclul pe care este așezată a costat 6 miliarde lei vechi, banii fiind dați de Ministerul Culturii și Primăria Capitalei.
Pe amplasamentul actual al statuii s-a aflat, între 1951 și 1962, Statuia lui Stalin din București.
Prin Hotărârea Nr. 1610 din 4 decembrie 2008, emisă de Guvernul României și publicată în Monitorul Oficial nr. 843 din 15 decembrie 2008, Statuia „Charles de Gaulles" a fost înscrisă în inventarul centralizat al bunurilor din domeniul public al statului și în administrarea Ministerului Culturii și Cultelor.
În anul 2010, ziarul Adevărul a publicat "Topul celor mai urâte statui din București" în care statuia lui Charles de Gaulle s-a plasat pe locul 3. Datorită piesei textile nedefinite care atârnă pe brațul său drept, statuia este „alintată” „Ospătarul”, ca o ironie la adresa artistului Mircea Spătaru, care l-a reprezentat pe generalul De Gaulle coborând de pe soclu, cu un aer care nu îl reprezintă.